# Gnaeus Lucretius Trio

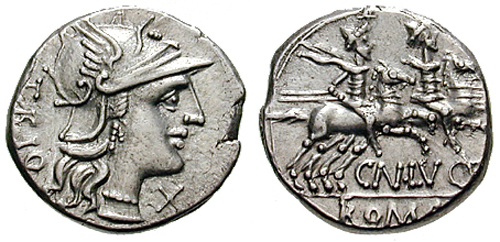
Denar des Cn. Lucretius Trio. Vorderseite: Göttin Roma mit Flügelhelm nach rechts; Rückseite: Dioskuren nach rechts reitend

Gnaeus Lucretius Trio war ein römischer Münzmeister. Er prägte im Jahr 136 v. Chr. Denare im republikanischen Rom.